# Skidmore-Kliff
Das Skidmore-Kliff ist ein unregelmäßig geformtes, nach Osten ausgerichtetes, 6 km langes und 1185 m hohes Felsenkliff im westantarktischen Queen Elizabeth Land. In der Forrestal Range der Pensacola Mountains ragt es am Ende eines sich vom Saratoga Table nach Osten erstreckenden Felssporns auf.
Der United States Geological Survey kartierte es anhand eigener Vermessungen und Luftaufnahmen der United States Navy aus den Jahren von 1956 bis 1966. Das Advisory Committee on Antarctic Names benannte es 1968 nach Donald D. Skidmore, Ionosphärenphysiker auf der Ellsworth-Station im antarktischen Winter 1957.